# Bressoux
Bressoux (en wallon Bressou) et autrefois connu comme Bressoux Lez Liège, est une section de la ville belge de Liège située en Région wallonne dans la province de Liège. C'était une commune à part entière depuis sa séparation de Grivegnée le 1er juillet 1871 et jusqu'à la fusion des communes de 1977.

## Géographie

Quartiers de Bressoux.

### Quartiers
La section de Bressoux compte deux quartiers administratifs :
- Droixhe
- Bressoux

## Démographie
- Sources : INS, Rem. : 1831 jusqu'en 1970 = recensements, 1976 = nombre d'habitants au 31 décembre.

## Patrimoine et culture

### Patrimoine architectural et sites
Bressoux possède une gare de voyageurs et l'abattoir de Liège. Jouxtant la centrale électrique et le marché couvert de Droixhe, une zone industrielle en mauvais état se voit « requalifiée » depuis 2005 grâce notamment au fonds européen FEDER.
On notera aussi une réplique, en plein air, de la grotte de Lourdes à l'abbaye du Bouhay. Cette abbaye a été occupée par des chanoines réguliers de saint Augustin depuis 1925. Les bâtiments sont modernes. L'église de 1921 rappelle le style du XIIIe siècle et surplombe la réplique de la grotte de Lourdes. Aujourd'hui, le site entier appartient à un promoteur de Namur (Le Chevalier Paul de Sauvage Vercour) qui loue l'abbaye à la Maison de Repos du Paradis. Le dernier des chanoines est décédé en juillet 2016, âgé de 94 ans, laissant la continuation du culte en doute. Le propriétaire actuel de cette église désacralisée pense la transformer en un centre d’accueil pour des femmes victimes de maltraitances.

#### Halle des Foires

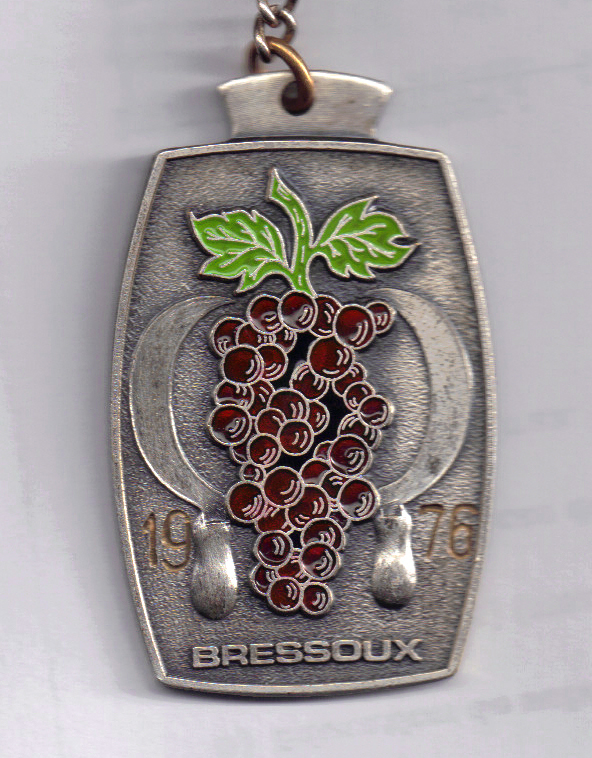
Emblème de Bressoux en 1976

La Halle des Foires de Liège a quitté Coronmeuse pour s’installer sur le site de la zone multimodale de Bressoux. D’une superficie brute de près de 16.500 m² au sol composée de cinq salles modulables, il est conçu pour exploitées un ou plusieurs événements à la fois avec un niveau d’équipement très élevé. La Halle est pourvue d’un restaurant, d’une cafétéria, de bureaux, d’un parking exposants de 248 places ainsi qu’un parking visiteurs de 472 emplacements. Cette nouvelle infrastructure est l’œuvre de l’architecte espagnol Francisco Mangado, en collaboration avec le bureau d’architectes belge Archipelago, qui a remporté le concours international organisé pour l’occasion. Les travaux ont commencé à l'automne 2022. L’inauguration a eu lieu le premier week-end d’octobre 2024. 
Avec la nouvelle Halle et le tram, c'est l’ensemble du quartier qui sera revalorisé.

### Culture
La commune possède une grande diversité culturelle, la majorité de ses habitants étant d'origine étrangère avec trois principales nationalités représentées (Maroc, Espagne et Italie).

## Personnalités liées à Bressoux
- Edgardo Mortara, (1851-1940), prêtre italien impliqué dans l'Affaire Mortara, décédé dans la commune.
- René Hauben, peintre né en 1912 à Bressoux.
- Jean Nicolay (1937-2014), ex-footballeur (gardien au Standard de Liège et dans l’équipe nationale belge).